# PAOK Saloniki
PAOK Saloniki is een omnisportvereniging uit Thessaloniki in Griekenland. De clubkleuren zijn zwart en wit. De voetbalclub speelt zijn thuiswedstrijden in het Toumbastadion dat een capaciteit heeft van 28.703 plaatsen. Daarnaast heeft de club een bekende basketbalafdeling PAOK Saloniki BC en een volleybalafdeling PAOK Volley.
De letters PAOK staan voor Panthessalonikeios Athlitikos Omilos Konstantinoupoliton (Grieks: Πανθεσσαλονίκειος Αθλητικός Όμιλος Κωνσταντινουπολιτών).

## Supporters
PAOK staat bekend om zijn zeer harde en fanatieke aanhang, die banden heeft met de eveneens beruchte aanhang van Partizan Belgrado (Grobari). Rond wedstrijden met stadgenoten Aris en Iraklis en landelijke rivaal Olympiakos Piraeus vinden geregeld hevige rellen plaats tussen supporters van beide ploegen en de politie. Wedstrijden tussen PAOK en Olympiakos Piraeus worden zonder uitpubliek gespeeld. Het supportergeweld leidde er meermaals toe dat PAOK door de UEFA werd beboet.

## 2018: Ivan Savvidis en sancties
Tijdens de wedstrijd tussen de club en AEK Athene op 11 maart 2018 was het de voorzitter van PAOK, Ivan Savvidis, die chaos veroorzaakte. Nadat de scheidsrechter een doelpunt van PAOK afkeurde vanwege buitenspel, kwam Savvidis het veld op en bedreigde de arbitrage terwijl hij een pistool in een holster droeg. De wedstrijd werd gestaakt.
In de nasleep van dat tumultueuze duel behaalde AEK Athene op 23 april 2018 de eerste Griekse titel in 24 jaar, nadat PAOK Saloniki tevergeefs in beroep was gegaan tegen de straffen die het opgelegd had gekregen. De tuchtcommissie van de Griekse voetbalbond wees AEK als reglementaire winnaar aan: 3-0. PAOK kreeg bovendien drie punten in mindering gebracht. Daarnaast moest de club een boete van 63.000 euro betalen en mocht voorzitter Savvidis zich drie jaar niet vertonen bij voetbalwedstrijden in zijn vaderland. Omdat de straffen bleven staan voor PAOK, kon de club AEK Athene niet meer achterhalen op de ranglijst.

## 2019: Double
Op 21 april 2019 won PAOK na 34 jaar opnieuw het Griekse kampioenschap. Diego Biseswar maakte deel uit van dat team en scoorde ook in de kampioenswedstrijd tegen Levadiakos. Op 11 mei 2019 won PAOK de Griekse bekerfinale tegen AEK Athene met 1-0, waarmee de eerste double uit de clubgeschiedenis een feit was. En passent werd hiermee ook voor de derde maal op rij de Griekse beker gewonnen tegen dezelfde tegenstander.

## Mannen

### Erelijst
- Landskampioen

1975/76, 1984/85, 2018/19, 2023/24
- Bekerwinnaar

1972, 1974, 2001, 2003, 2017, 2018, 2019, 2021
Verliezend finalist: 1939, 1951, 1955, 1970, 1971, 1973, 1977, 1978, 1981, 1983, 1985, 1992, 2014
- Kampioenschap Macedonische voetbalbond

1936/37, 1947/48, 1949/50, 1953/54, 1954/55, 1955/56, 1956/57
- Kampioenschap voetbalbond van Macedonië en Thracië

1939/40
- Grieks-Cypriotische vriendschapsbeker

1973

### Eindstanden
| 7 |

| 10 |

| 6 |

| 4 |

| 8 |

| 8 |

| 6 |

| 4 |

| 9 |

| 8 |

| 5 |

| 5 |

| 8 |

| 2 |

| 4 |

| 3 |

| 1 |

| 3 |

| 2 |

| 4 |

| 5 |

| 4 |

| 3 |

| 4 |

| 5 |

| 1 |

| 10 |

| 5 |

| 3 |

| 8 |

| 3 |

| 4 |

| 4 |

| 5 |

| 5 |

| 3 |

| 14 |

| 4 |

| 4 |

| 4 |

| 5 |

| 4 |

| 4 |

| 4 |

| 3 |

| 5 |

| 6 |

| 6 |

| 9 |

| 2 |

| 3 |

| 4 |

| 3 |

| 2 |

| 2 |

| 3 |

| 4 |

| 2 |

| 2 |

| 1 |

| 2 |

| 2 |

| 2 |

| 4 |

| 1 |

| 3 |

| Super League Alpha Ethniki | Super League 2 Beta Ethniki | Gamma Ethniki |

Tot 2006 stond de hoogste divisie bekend als Alpha Ethniki. Het 2e niveau staat sinds 2010 bekend als Football League en sinds 2019 als Super League 2.  Het 3e niveau kende van 2019-2021 de naam Football League.

### In Europa
PAOK Saloniki speelt sinds 1965 in diverse Europese competities. Hieronder staan de competities en in welke seizoenen de club deelnam:
- Champions League (8x)

2004/05, 2010/11, 2013/14, 2016/17, 2018/19, 2019/20, 2020/21, 2024/25
- Europacup I (2x)

1976/77, 1985/86
- Europa League (14x)

2009/10, 2010/11, 2011/12, 2012/13, 2013/14, 2014/15, 2015/16, 2016/17, 2017/18, 2018/19, 2019/20, 2020/21, 2024/25, 2025/26
- Conference League (3x)

2021/22, 2022/23, 2023/24
- Europacup II (6x)

1972/73, 1973/74, 1974/75, 1977/78, 1978/79, 1981/82
- UEFA Cup (16x)

1975/76, 1982/83, 1983/84, 1988/89, 1990/91, 1991/92, 1992/93, 1997/98, 1998/99, 1999/00, 2000/01, 2001/02, 2002/03, 2003/04, 2004/05, 2005/06
- Jaarbeursstedenbeker (3x)

1965/66, 1967/68, 1970/71
Bijzonderheden Europese competities:
| Bijzonderheid                 | Datum      | Tegenstander      | Uitslag | Plaats  | Naam                  | Aantal |
| ----------------------------- | ---------- | ----------------- | ------- | ------- | --------------------- | ------ |
| Hoogste overwinning           | 16-09-1999 | Lokomotiv Tbilisi | 7-0     | Tbilisi |                       |        |
| Hoogste nederlaag             | 29-09-1965 | Wiener Sport-Club | 0-6     | Wenen   |                       |        |
| Speler met meeste wedstrijden | 16-07-2015 |                   |         |         | Dimitrios Salpingidis | 60     |
| Speler met meeste doelpunten  | 29-09-2016 |                   |         |         | Stefanos Athanasiadis | 20     |

UEFA Club Ranking: 51 (27-07-2025)

## Vrouwen

### Erelijst
- Grieks kampioenschap (19x en daarmee recordhouder in Griekenland)

2002, 2006, 2007, 2008, 2009, 2010, 2011, 2012, 2013, 2015, 2016, 2017, 2018, 2019, 2020, 2021, 2022, 2023, 2024
- Griekse beker (7x en daarmee recordhouder in Griekenland)

2002, 2013, 2014, 2015, 2016, 2017, 2024

### In Europa
Q = kwalificatie 
| Seizoen | Competitie                    | Ronde | Land                 | Club                     | Uitslagen |
| ------- | ----------------------------- | ----- | -------------------- | ------------------------ | --------- |
| 2002/03 | UEFA Women's Cup              | 1e    | Vlag van Roemenië    | FC Regal Boekarest       | 0-3       |
|         | toernooi in Thessaloniki      | 1e    | Vlag van Noorwegen   | Trondheims-Ørn SK        | 0-12      |
|         |                               | 1e    | Vlag van Nederland   | SV Saestum               | 1-8       |
| 2006/07 | UEFA Women's Cup              | 1e    | Vlag van Israël      | Maccabi Holon            | 1-1       |
|         | toernooi in Tsjernihiv        | 1e    | Vlag van Oekraïne    | Legend-Cheksil Chernigov | 0-5       |
|         |                               | 1e    | Vlag van Cyprus      | AEK Kokkinochovion       | 5-2       |
| 2007/08 | UEFA Women's Cup              | 1e    | Vlag van Wit-Rusland | Universitet Vitebsk      | 0-4       |
|         | toernooi in Thessaloniki      | 1e    | Vlag van Bulgarije   | FC NSA Sofia             | 2-2       |
|         |                               | 1e    | Vlag van Estland     | Pärnu JK                 | 3-2       |
| 2008/09 | UEFA Women's Cup              | 1e    | Vlag van Estland     | FC Levadia Tallinn       | 3-0       |
|         | toernooi in Wrocław           | 1e    | Vlag van Oekraïne    | Naftokhimik              | 0-1       |
|         |                               | 1e    | Vlag van Polen       | AZS Wrocław              | 0-4       |
| 2009/10 | UEFA Women's Champions League | 1e    | Vlag van Engeland    | Arsenal LFC              | 0-9, 0-9  |
| 2010/11 | UEFA Women's Champions League | 1e    | Vlag van Oostenrijk  | SV Neulengbach           | 1-0, 0-3  |